# Grotrian-Steinweg
Grotrian-Steinweg è una casa tedesca produttrice di pianoforti. La casa venne fondata nel 1835 da Heinrich Engelhard Steinweg a Seesen. Dal 2015 la ditta appartiene al Parsons Music Group di Hong Kong. Dal 1974 al 2024 gli strumenti sono stati costruiti nella fabbrica di Braunschweig. Il 31 Gennaio 2025 la fabbrica ha chiuso definitivamente.

## Storia

### Dalla fondazione al 1931
A Friedrich Grotrian, nato nel 1803 a Schoeningen, nei dintorni di Braunschweig, si deve l'avvio delle attività di costruzione di pianoforti della famiglia. Nel 1830 cominciò un'attività di vendita di strumenti musicali, alcuni dei quali da lui stesso costruiti, a Mosca. Quando suo zio morì, gli lasciò un'ingente eredità, con la quale tornò in patria 25 anni dopo averla lasciata. Lì divenne un vero e proprio imprenditore e conobbe Theodor Steinweg. Poco dopo si associò alla ditta di Heinrich Engelhard Steinweg (che poi emigrò negli Stati Uniti e col nome di Henry E. Steinway fondò la Steinway & Sons). In breve tempo la fabbrica fu trasferita di sede e altri imprenditori e costruttori si unirono ad essa.
Friedrich Grotrian morì nel 1860. Nel 1865 Theodor Steinweg vendette la sua parte ed emigrò a New York. A quel punto la fabbrica prese il nome di C.F.Th.Steinweg Nachf, retta da Wilhelm Grotrian, figlio di Friedrich. Dato che circa cinquant'anni dopo ci fu una disputa sul nome con la Steinway, la ditta assunse l'attuale nome di Grotrian-Steinweg.
Nel 1895 a Wilhelm si affiancano i due figli, Kurt e Willi. L'importanza e la dimensione della ditta crescono. Diverse famiglie regnanti europee si affidano alla Grotrian-Steinweg come fornitore ufficiale di pianoforti, tanto che gli stemmi di queste famiglie vengono riprodotti sui pianoforti e alcuni di essi si trovano ancora oggi sui nuovi strumenti. Nel 1913 l'azienda supera i 500 dipendenti, che crescono ad oltre 1000 dopo la fine della prima guerra mondiale. Annualmente uscivano dalla Grotrian-Steinweg oltre 1500 pianoforti e vennero aperte delle succursali a Lipsia, Berlino, Hannover, Kaliningrad e Düsseldorf. All'epoca a Lipsia venne pure fondata una Grotrian-Steinweg Orchester, orchestra di notevole successo.
La guerra creò non pochi problemi alla ditta. Le disavventure di Kurt, la mancanza di materie prime e la mancanza di lavoratori, portarono la ditta a non poter soddisfare gli ordini e quindi Willi decise di ridimensionare le attività. Poco dopo la fine della guerra, però, la fabbrica tornò ai suoi antichi splendori, tanto che nel 1920 venne fondata la Grotrian-Steinweg Limited a Londra e nel 1925 la Grotrian-Steinweg Company nel Delaware.
Kurt morì il 25 febbraio 1929 e Willi il 2 maggio 1931.

### Dal 1931 al presente
Gli eredi delle attività di Willi furono Erwin e Helmut, già presenti nella ditta dal 1928.
Durante la seconda guerra mondiale la fabbrica venne riconvertita alla produzione di aerei e il 15 ottobre 1944 venne distrutta dai bombardamenti aerei.

### Oggi
Nel 1974 la fabbrica si trasferì per la terza volta nella sua storia. La fabbrica ha una superficie di oltre 10.000 metri quadrati, produceva più di una dozzina di modelli differenti di pianoforti che esportava in oltre 70 paesi in tutto il mondo. Annualmente dalla fabbrica uscivano circa 600 strumenti. Il 1 Aprile 2015 le azioni della Grotrian company sono state acquisite dal Parsons Music Group di Hong Kong, attivo nel settore dal 1986. La Parsons ha deciso di chiudere definitivamente la fabbrica di Braunschweig il 31 Gennaio 2025.